# 兩岸共同市場基金會
兩岸共同市場基金會，是位於台灣台北市的基金會。由蕭萬長等人發起。該組織旨在促成两岸共同市场，即台澎金馬與中國大陸的區域經濟整合，其概念類似歐洲聯盟提出的歐洲單一市場。希望建立兩岸經濟合作機制、加強投資貿易往來、農漁業合作、共同打擊經濟犯罪。該基金會為台灣少數每年獲邀與會博鰲亞洲論壇的組織。

## 歷史

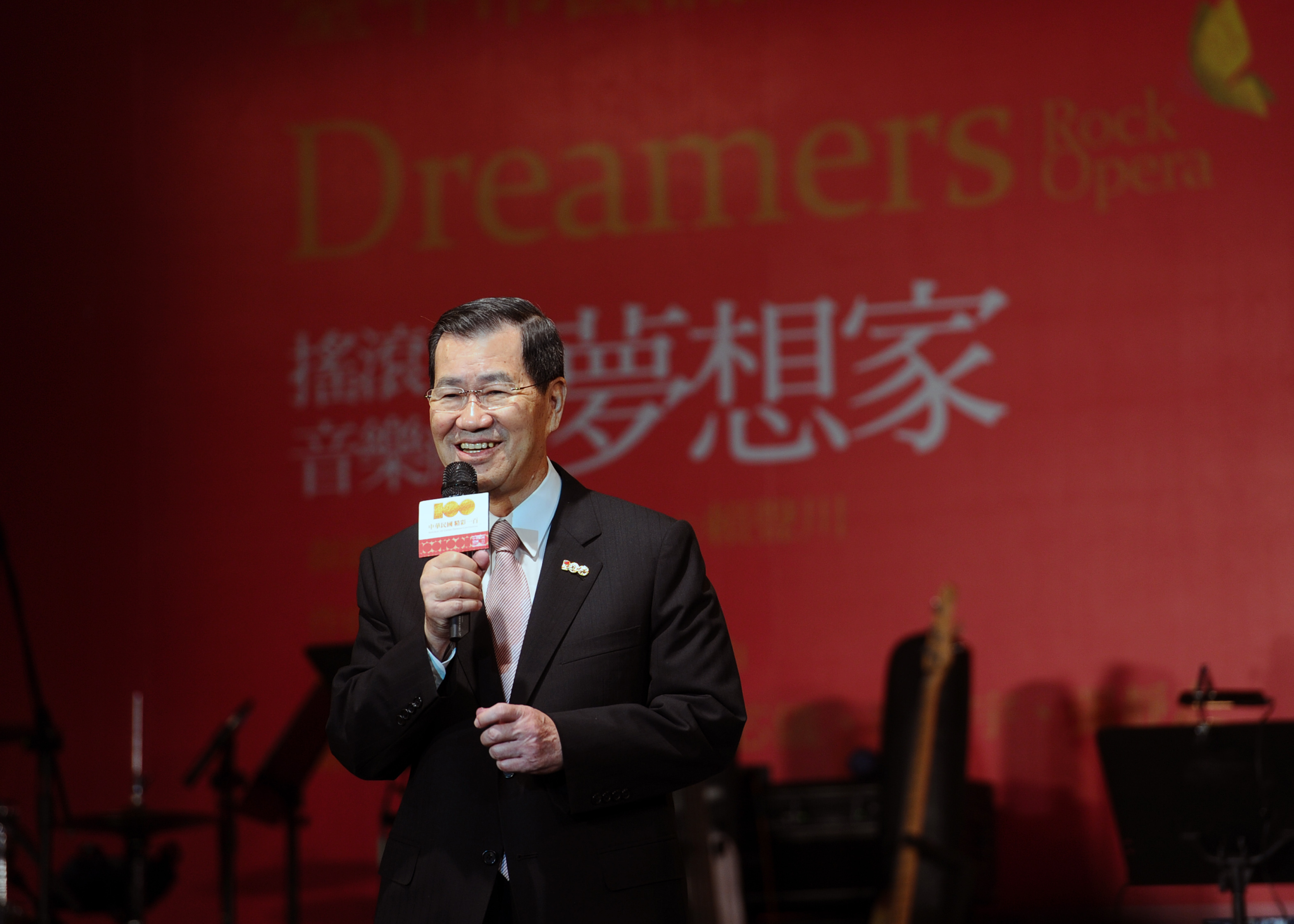
蕭萬長是兩岸共同市場的提出者，也是該基金會的創辦人，曾任第12任中華民國副總統與第15任行政院院長。

在台商积极赴大陆投资及大陆当局不断向台湾招商之际，前中華民國前行政院長萧万长经与企业财团领袖会商后，决定筹组两岸共同基会，推动及研究两岸建构共同市场。
萧万长卸任行政院长后，积极鼓吹两岸共同市场概念，并展开游说企业界捐款，结合台积电董事长张忠谋、统一企业集团总裁高清愿、国泰人寿董事长蔡宏图以及新光集团的吴东进、吴东亮等人于2001年3月共同筹组成立两岸共同市场基金会。包含萧万长在内的20位捐助人，每人捐款新台币500万元共1亿元用於基金會。该基金会是民间组织，不是官方机构，并定调在研究论坛的角色，是研拟“两岸共同市场”这个经贸机制具体运作的规范与互动模式的研究单位。

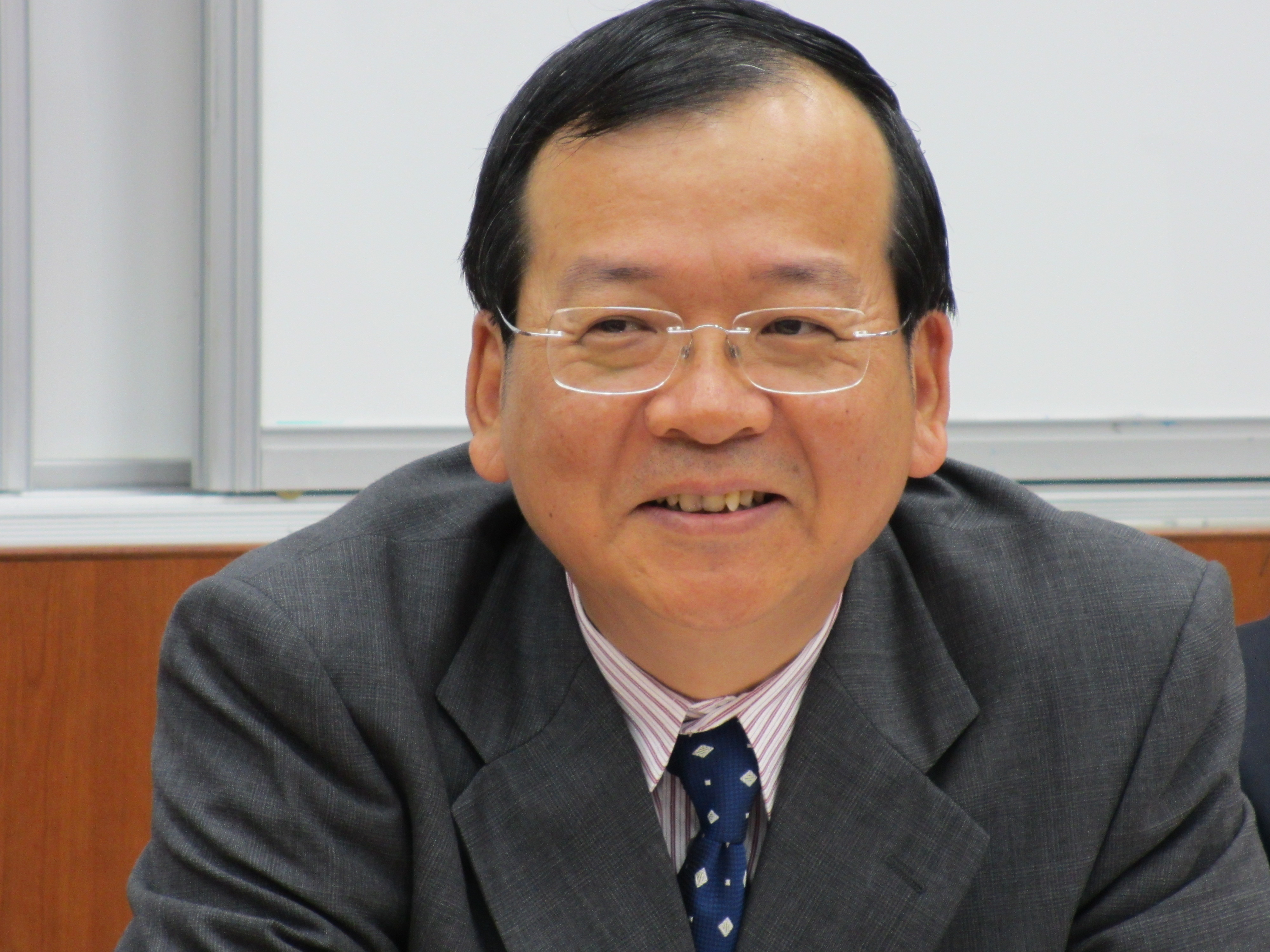
政大國際關係中心研究員陳德昇，曾任國家安全會議諮詢委員，2012年11月至2020年1月擔任基金會執行長。

基金会第一届董事长由萧万长出任，前行政院劳工委员会主任委員詹火生担任基金会顾问，首任执行长为张荣发基金会国家政策研究中心前执行长、哥伦比亚大学经济学系博士张瑞猛。
蕭萬長於2008年5月就任中華民國副總統，因此轉任榮譽董事長，詹火生接任董事長。

## 与海基会的区别
海基会是中華民國公設財團法人，是兩岸關係的台灣對口单位；共同市場基金会则只锁定两岸共同市场，为研究、推动的议题，因此，性质上是完全不同的两个单位。